# Hungry For Love
Hungry For Love is een nummer van de Haagse rockband DI-RECT uit 2005. Het is de eerste single van hun derde studioalbum All Systems Go.
In Nederland werd het nummer meteen een succes. Het werd verkozen tot Alarmschijf op Radio 538 en Superclip op TMF. In de Nederlandse Top 40 was het goed voor een 4e positie, en in de Single Top 100 kwam het tot nummer 6.